# Enrique Mélida
Enrique Mélida y Alinari (Madrid, 6 de abril de 1838-París, 28 de abril de 1892) fue un pintor y escritor español, hermano del escultor y arquitecto Arturo Mélida y del arqueólogo José Ramón Mélida.

## Biografía
Nació el 6 de abril de 1838 en Madrid, hijo del jurista Nicolás Mélida y Lizana y de Leonor Alinari y Adarve. Fue Enrique el mayor de seis hermanos: Arturo, José Ramón, Federico, Alberto y Carmen.
A pesar de su pronta inclinación por las bellas artes dedicó su juventud a estudiar la carrera de Derecho, en la que se licenció en 1860 con la nota de aprobado, e ingresó como letrado en el Tribunal de Cuentas que dirigía su padre, pero su vocación artística pudo con todo y se fue labrando una gran reputación de retratista y pintor de género, figurando incluso entre los fundadores de la revista El Arte en España. Fue discípulo del pintor José Méndez.

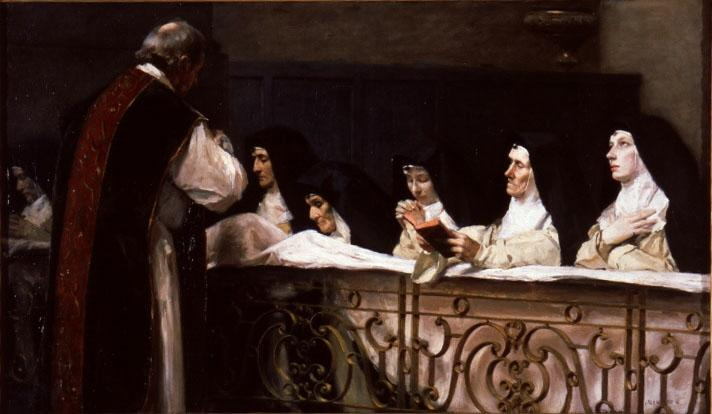
La comunión de las monjas, óleo sobre lienzo, 68 x 116 cm, Museo de Málaga.

Expuso por primera vez en la Exposición Internacional de Bayona (1864) presentando el cuadro El verdugo y su víctima y Dos cabezas de perro, alcanzando mención honorífica, por lo que volvió a intentarlo en la Nacional de Bellas Artes de 1866, donde expuso Santa Clotilde sorprendida por su padre; Un estudio y Un retrato del autor, trabajos elogiados por público y crítica. Desde entonces participó en todas las exposiciones nacionales de bellas artes. Su cuadro Un bautizo en la sacristía de San Luis, expuesto en el Salón anual de París, fue adquirido por el gobierno francés. Tras este cosechó otros éxitos en Viena, Madrid, etcétera. Cultivó la crítica en la revista El Arte en España (que repartió también litografías suyas), publicando sobre materias como la Escuela de Madrid, los Desastres de la guerra de Goya, los Proverbios del mismo autor, un estudio sobre el desarrollo de las Bellas Artes en España y la biografía del pintor Víctor Manzano.
Al casarse con su prima Marie Bonnat y Alinari, hermana del retratista francés León Bonnat, trasladó su residencia a París en 1883. Unos años más tarde formó parte del jurado internacional en la Exposición Universal de París.
Falleció en París el 28 de abril de 1892.